# 赤見温泉
赤見温泉（あかみおんせん）は、栃木県佐野市（旧国下野国）にある温泉。

## 泉質
出流原弁天池の湧水を沸かした鉱泉であり、温泉ではない。

## 温泉街
出流原弁天池は、古生層石灰岩の割れ目から湧き出て池を成している。かなり厚い土の層を通ってろ過された水は、年間通して水温約16°Cを保っていて湧水は豊富である。この水を沸かしたのが赤見温泉である。
弁天池の周りに4軒の宿がある。また池の周囲には磯山弁財天、赤見温泉フィッシングパークなどがある。